# شيرمان مينتون
شيرمان مينتون (بالإنجليزية: Sherman Minton) (و. 1890 – 1965 م) هو سياسي، ومحام، وقاض من الولايات المتحدة الأمريكية ولد في جورجتاون ،مقاطعة فلويد.
تولى منصب عضو مجلس الشيوخ الأمريكي (1935-01-03–1941-01-03) .وهو عضو في الحزب الديمقراطي الأمريكي .

## مهنته السياسية
لدى عودة مينتون إلى منزله، قرر العودة إلى ممارسة القانون والدخول إلى مضمار السياسة. وقد رشَّح نفسه للمنصب الرئاسي في مقاطعة الكونغرس الثالثة في ولاية إنديانا، لكنه خسر الانتخابات التمهيدية الديمقراطية، على الرغم من الحملات الكبيرة التي نظمها وسجلّه القوي في الحرب. خسر أمام السياسي جون إيوينغ، 6502 صوت مقابل 3170 صوت، في المركز الثاني من بين خمسة مرشحين آخرين. بعد هذه الخسارة، انضم مينتون لفترة وجيزة إلى المكتب القانوني في ولاية إنديانا المعروف باسم ستونسبورغ وويورلد، وهما محاميان يعملان في المجال السياسي، قبل أن ينتقل إلى ميامي في فلوريدا، حيث انضم هناك إلى مكتب محاماة آخر، وهو شوتس وباون. في يناير من عام 1928، ترك مينتون المكتب في ميامي وقرر العودة إلى ستونبرغ وويوردسون. وقد حاول أيضًا تأمين الترشيح الديمقراطي لخوض الانتخابات في عام 1930، لكنه هُزِم مرة أخرى، لكن هذه المرة على يد رئيس حزب الولاية السابق يوجين بي. كرو.
في العام التالي، تقلَّد مينتون منصب القائد المحلي للفيلق الأميركي. وكانت هذه المجموعة تتمتع بعضوية واسعة النطاق بالإضافة إلى نشاطها المستمر في الدولة في ذلك الوقت، استخدم مينتون  منصبه هذا لتشجيع فكرة تأييد أجندة الحزب الديمقراطي. في ذلك الوقت، كان بول ماكنوت هو القائد الوطني للمجموعة، ومن ذلك أصبح الاثنان حليفين سياسيين. عندما أصبح ماكنوت حاكمًا في عام 1930، عرض على مينتون منصب رئيس لجنة جديدة لتنظيم المرافق. وباعتباره المفوض الرسمي، فقد نجح مينتون في فرض تنظيمات تهدف إلى خفض فواتير الهواتف الحكومية بما مجموعه 525 ألف دولار. وقد حظيت التخفيضات بتغطية إعلامية واسعة النطاق، ونُسب الفضل إلى مينتون في ذلك كله إلى جانب بعض التقارير المفصلة التي حققت النجاح.

### حملة مجلس الشيوخ
بعد أن حظي مينتون بشعبية واسعة بين قيادات الحزب خلال عامين من توليه منصب المفوض، فقد شجع زعماء الحزب على ترشيح نفسه لمجلس الشيوخ في الولايات المتحدة عام 1934. في مؤتمر الحزب الديمقراطي للولاية، خاض مينتون الانتخابات ضد إيرل بيترز، الرئيس السابق لحزب الدولة. وبتأييد ماكنوت، فاز مينتون بالترشح في الاقتراع الثالث بأغلبية 827 صوت مقابل 586 صوت.
أطلق مينتون حملة على مستوى الولاية في أغسطس من عام 1934 وبدأ إلقاء الخطب دفاعًا عن الصفقة الجديدة. ولقد ألقى اللوم على الحزب الجمهوري بسبب أزمة الكساد الكبير. اتهمه خصمه السيناتور الجمهوري الحالي آرثر ريموند روبنسون بلعب دور «سانتا كلوز» وبأنه يحاول تقديم «هدايا» للجميع. انتقد روبنسون أيضًا دعم مينتون للصفقة الجديدة، الأمر الذي وصفه روبنسون والجمهوريون بأنه غير دستوري على الإطلاق. كان شعار حملة مينتون الأولي هو «لا يمكنك أن تشرح الدستور لرجل جائع»، وهو شعار كشف عنه في مناظرة مع روبنسون في كوريدون في 11 أغسطس. تابع مينتون استخدام الشعار، وفي الحادي عشر من سبتمبر، ألقى مينتون خطابه الفاضح «لا يمكنك تناول الدستور» الذي خلَّص فيه إلى أن الاحتياجات الملحة للجماهير تفوق الحاجة إلى دعم الدستور. وقد جاء الخطاب بنتائج عكسية جامحة، بالإضافة إلى أن الصحف والمعارضين في مختلف أنحاء الولاية وصفوا تعليقات مينتون بأنها «خائنة». توقف مينتون عن استخدام الشعار، وشرح موقفه مرة أخرى باستخدام مصطلحات جديدة، لكن خصومه استمروا بمضايقته بشأن هذه القضية. انتقد الجمهوريون أيضًا الحاكم ماكنوت في إعادة تنظيمه للحكومة، وأصبح ماكنوت أكثر تورطًا، على الصعيد الشخصي، في الانتخابات. ومع مشاركة حزب الدولة بشكل مباشر، فاز مينتون بالانتخابات بأغلبية 52 في المائة من الأصوات.

## التعليم
تعلم في كلية القانون في جامعة انديانا، وجامعة باريس، وجامعة إنديانا، وكلية ييل للحقوق.